# 小行星2137
小行星2137（2137 Priscilla）是一颗围绕太阳公转的小行星。1936年8月24日，卡爾·威廉·萊茵姆特在海德堡王座山天文台发现了此天体。
这颗小行星的绝对星等为136.0982602678223等。

## 命名
小行星2137是以天文学家普莉西拉·費爾菲爾德·包克命名的。普莉西拉的丈夫巴特·包克也是一名天文学家，两人一起从事天文学研究长达40多年。他们一起在哈佛大学天文台、斯壯羅山天文台、斯图尔德天文台以及短期在其它一些天文台工作。普莉西拉·費爾菲爾德·包克曾经在史密斯學院、维斯理学院和康涅狄格學院教学。